# أدريان فينتي
أدريان مالك فينتي (Adrian Malik Fenty) (ولد في السادس من شهر ديسمبر عام 1970) سياسي أمريكي وهو سادس عمدة لمقاطعة كولومبيا. وقد شغل هذا المنصب لفترة واحدة من 2007 حتى 2011 ولم تنجح مساعي فينتي في إعادة انتخابه ثانية في الانتخابات التمهيدية للحزب الديمقراطي أمام فينسينت سي جراي (Vincent C. Gray). ورغم فوز فينتي بانتخابات العمودية التمهيدية عن الحزب الجمهوري بالطريقة التي يُكتب فيها اسم المرشح في ورقة الاقتراع من قبل الناخبين، إلا أنه رفض ترشيح الحزب الجمهوري وقال أنه في الغالب لن يترشح لمناصب تأتي عن طريق الانتخاب ثانية. وقد فاز جراي في انتخابات العمودية العامة في المقاطعة التي تسيطر عليها أغلبية ديمقراطية.
انضم فينتي، منذ أن ترك منصبه، إلى شركة لأعمال التقاضي يقع مقرها في واشنطن العاصمة ويملكها كلورس ميتشل (Klores Mitchell). وعمل أيضًا متحدثًا مقابل أجر وأستاذًا جامعيًا بنظام الدوام الجزئي ومستشارًا للولاية والحكومة المحلية بشأن ممارسات أحد المكاتب الاستشارية لتكنولوجيا المعلومات. وكان فينتي سابقًا أحد أعضاء مجلس مقاطعة كولومبيا لمدة ست سنوات. وكان فينتي من أبناء واشنطن العاصمة وتخرج من كلية أوبرلين وكلية الحقوق بجامعة هوارد.

## نشأته وتعليمه وأسرته
ولد فينتي في واشنطن العاصمة، وكان ترتيبه الثاني من بين ثلاثة أطفال لجينيت بيانشي بيرنو فينتي وفيل فينتي. وكانت والدة فينتي، جينيت بيانشي بيرنو فينتي، أمريكية من أصل إيطالي. هاجرت أسرتها إلى الولايات المتحدة من منطقة مونت سان جيوفاني كامبانو في لاتسيو في عام 1920. ولوالده، فيل فينتي، الذي نشأ أصلاً في بوفالو، نيويورك، جذور في باربادوس وبنما. انتقل فيل وجينيت إلى واشنطن العاصمة في 1967. ونشأ فينتي في حي ماونت بليزانت. وفي أثناء سنواته الأولى كان والداه يمتلكان ويديران متجر «فلات فلييت» للأحذية الرياضية في حي العاصمة التابع لآدامز مورجان.[بحاجة لمصدر]
تخرج فينتي من مدرسة ماكين الكاثولوكية الثانوية، حيث كانت هذه المدرسة بداية طريقه. وحصل على شهادة البكالوريوس في اللغة الإنجليزية والاقتصاد في كلية أوبرلين، والدكتوراة من كلية الحقوق جامعة هوارد. وهو عضو في جمعية إخاء كابا ألفا بسي.
تزوج فينتي، في عام 1997، من ميشيل كروس فينتي، محامية. أنجب الزوجان ثلاثة أطفال، منهم توأم من الذكور ولد في 2000، وبنت ولدت عام 2008.

## بداية حياته السياسية
عمل فينتي، قبل مشاركته في العمل السياسي المحلي لمقاطعة كولومبيا، كمتدرب عند السيناتور الأمريكي هوارد ميتزينباوم (Howard Metzenbaum) (مقاطعة أوهايو)، وعمل أيضًا لدى مفوض مجلس النواب الأمريكي عن مقاطعة كولومبيا إليانور هولمز نورتون (Eleanor Holmes Norton) وعضو مجلس النواب في الولايات المتحدة جوزيف كينيدي الأبن (Joseph P. Kennedy II).
كما عمل مساعدًا لعضو المجلس كيفين بي تشافوس (Kevin P. Chavous)، ، وتم انتخابه عضوًا في اللجنة الاستشارية للحي (ANC)، في حي 4 سي، وكان رئيسًا لحي الجمعية المدنية الذي يقع في الشارع رقم 16.

## مجلس مقاطعة كولومبيا
فاز فينتي، في عام 2000، بمقعد في مجلس مقاطعة كولومبيا، وهزم عضو المجلس شارلين درو جارفيس (Charlene Drew Jarvis) الذي ظل عضوًا لمدة أربع دورات بهامش 57 مقابل 43 بالمئة بعد اتباع إستراتيجية طرق الأبواب. وفي ظل عدم وجود منافس في كل من الانتخابات التمهيدية والعامة في عام 2004، انتُخب فينتي لدورة ثانية.
وصفت صحيفة واشنطن بوست أداء فينتي كعضو في المجلس بـ «المستقل» و«المعاكس». وفي أثناء الفترة التي قضاها في المجلس، عارض فينتي مسألة التمويل الحكومي لأحد ملاعب البيسبول الجديدة، مبررًا اعتراضه بوجوب دفع الملاك هذه الأموال. واقترح اعتماد برنامج تحسين للمدارس الحكومية برأس مال مليار دولار-وقد عارض المجلس هذا الاقتراح في بداية الأمر، ولكن في النهاية تم تمرير هذا الاقتراح. ووفقًا لما جاء في صحيفة واشنطن بوست، وكان تركيز الأجندة التشريعية لفينتي على الخدمات التأسيسية واتخاذ مواقف لافتة للانتباه.

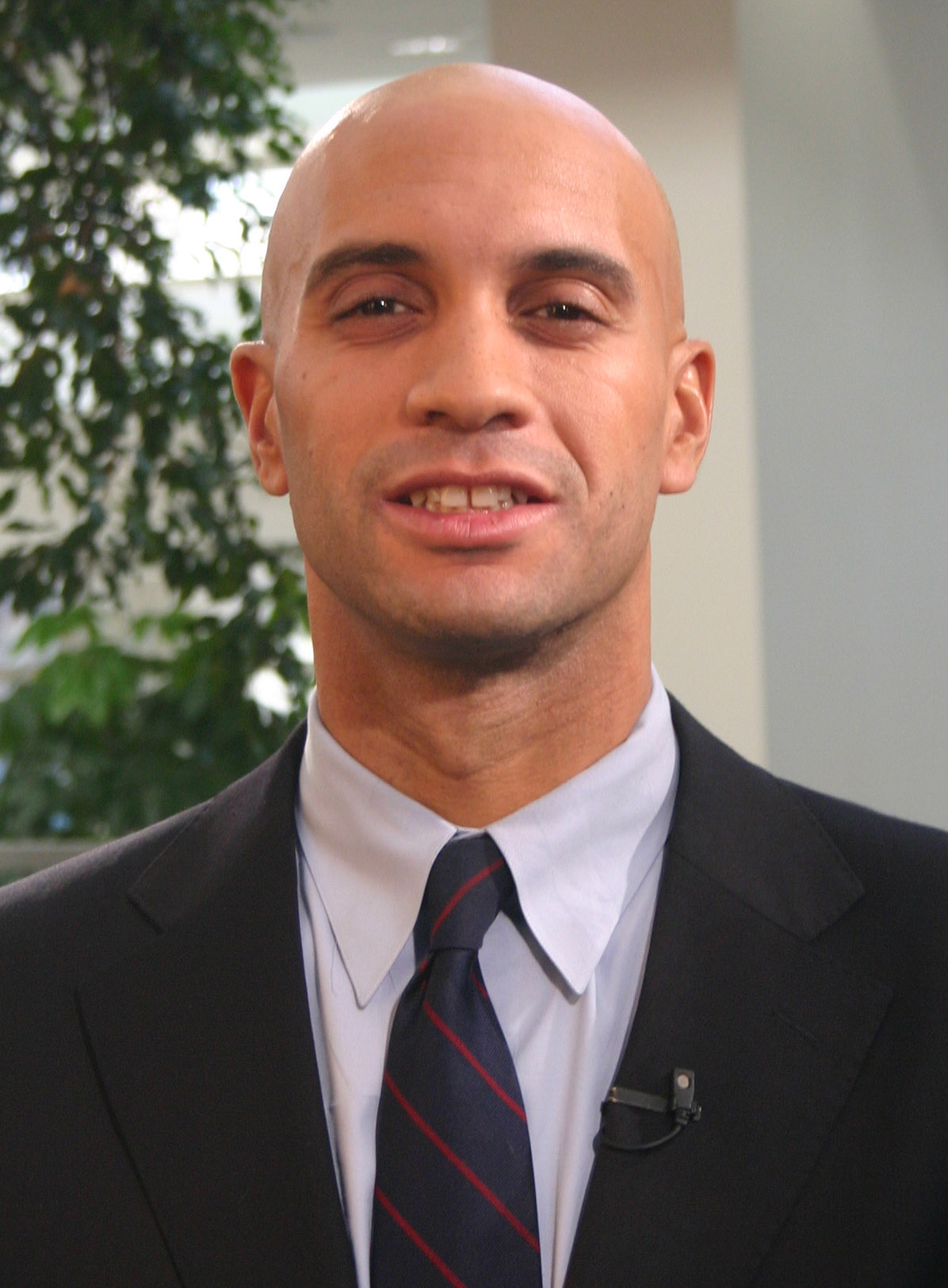
أدريان فينتي، ديسمبر عام 2006

## الحملة الانتخابية لانتخابات العمودية عام 2006
بدأ فينتي حملته الانتخابية ليحل محل العمدة المتقاعد آنتوني ويليامز (Anthony A. Williams) في 2005. ثم تنافس على مقعد رئيس المجلس ليندا كروب (Linda Cropp) وسيدة الأعمال ماري جونس (Marie Johns)، ثم عضو المجلس فينسنت أورانج (Vincent Orange)، واللوبي مايكل براون (Michael A. Brown) على هذا المنصب أيضًا.
كان السباق متكافئًا بدرجة كبيرة بينه وبين كروب في ربيع 2006. ركز فينتي في برنامجه على النهج الأكثر حيوية والنهج العملي لإدارة حكومة المدينة،[بحاجة لمصدر]تقديم أفكار جريئة من أجل التغيير، والتمسك بها. وقال فينتي أنه سيتبع الأسلوب الذي لا يقبل التسويات في إدارة منصب عمدة المدينة، واستشهد بقول مارجريت ثاتشر «الإجماع يعني انعدام القيادة». بينما أكدت كروب على خبرتها التي تمتد لـ 25 عامًا في حكومة المدينة ورغبتها في مواصلة التقدم الذي أحرزه أنتوني ويليامز الذي أيد ترشيحها.[بحاجة لمصدر] وأكدت أيضًا على قدرتها على التعاون مع المجموعات المختلفة للوصول إلى توافق الآراء. وانتقدت النهج المقترح من فينتي في أسلوب الحكم؛ كونه عمدة، قائلة أن وظيفة العمدة لا تتلخص في النهوض والقول المجرد «هذا ما أريد القيام به» وانتظار المعجزات ليحدث ذلك". " أنفق كلا المرشحين مبالغ كبيرة ومتساوية تقريبًا حيث بلغت 1.75 مليون دولار تقريبًا في 10 يونيو 2006 – ولم يحصل أي منهما على الكثير من النقاط في المناظرات والمنتديات العديدة التي عُقدت بينهما.
أظهرت اقتراعات الرأي التي أجريت في يوليو 2006 تقدم فينتي بعشر نقاط تقريبًا وحدث جدل بين المراقبين السياسيين حول ما إذا كان هذا التقدم نتيجة لإستراتيجية طرق الأبواب غير المسبوقة التي اتبعها فينتي، أم إلى ضعف مشاركة كروب في الحملة الانتخابية أم رغبة الناخبين في وجود توجه جديد. بينما بدأت حملة كروب إعلانات هجوم سلبية أثناء الشهر الذي يسبق الانتخابات التمهيدية، حتى تُظهر هذه الحملة أن فينتي لا يصلح لهذا المنصب حيث أنه محامٍ مهمل تم توجيه تحذير إليه من قبل نقابة المحامين بمقاطعة كولومبيا،(وفي عام 2005، استلم تحذيرًا غير رسمي من نقابة المحامين بشأن دوره في قضية لإثبات صحة وصية في عام 1999). وجاءت هذه الحملة المضادة بنتائج عكسية. فاز فينتي في جميع الدوائر الانتخابية بالمدينة التي بلغ عددها 142 دائرة في انتخابات الحزب الديمقراطي التمهيدية-وهذا الإنجاز لامثيل له في انتخابات العمودية السابقة— حيث هزم كروب بـ 57 مقابل 31. بينما حصل على 89% من نسبة التصويت في الانتخابات العامة وأصبح سادس عمدة منتخب منذ تأسيس الاستقلال الداخلي.